# Auguste Michel-Lévy
Auguste Michel-Lévy (7 d'agost de 1844 - 27 de setembre de 1911) va ser un geòleg francès nascut a París.

## Biografia
Es va convertir en inspector general de mines, i director del Servei Geològic de França. Es va distingir per les seves investigacions sobre les roques extrusives, la seva estructura microscòpica i orígens. Va emprar el microscopi de polarització des del principi per a la identificació de minerals. En les seves moltes contribucions en revistes científiques va descriure el grup de la granulita, i es va ocupar de pegmatites, variolites, eurites, les ofites dels Pirineus, els volcans extingits del centre de França, gneis i esquists cristal·lins.
Va escriure Structures et classification des roches éruptives (1889; "Estructures i classificació de les roques eruptives"), però els seus estudis més elaborats es van dur a terme amb F. Fouqué. Junts van escriure sobre la producció artificial de feldespat, nefelina i altres minerals, així com sobre els meteorits, i van produir Mineralogie micrographique (1879) i Synthèse des minéraux et des Roches (1882). Levy també va col·laborar amb Alfred Lacroix a Les Roches des Minéraux (1888) i Tableau des minéraux Des Roches (1889).

Michel-Lévy va ser pioner en l'ús de la birefringència per identificar minerals en làmina prima amb microscopi petrogràfic. És àmpliament conegut per la carta de colors d'interferència Michel-Lévy, que defineix els colors d'interferència de diferents ordres de birefringència.
També va crear plans de classificació de les roques ígnies on es tenia en compte la seva mineralogia, textura i composició, i va demostrar que algunes roques ígnies de diferents mineralogies podien formar-se a partir de la mateixa composició química, amb diferents condicions de cristal·lització.